# 小行星8709
小行星8709（英語：8709 Kadlu）是一颗围绕太阳公转的小行星。1994年5月14日，卡罗琳·舒梅克、尤金·舒梅克在帕洛马山发现了此天体。
这颗小行星的绝对星等为153.5192899458098等。